# Seminole (Oklahoma)
Seminole ist eine Stadt im Seminole County (Oklahoma), in den USA. Das U.S. Census Bureau hat bei der Volkszählung 2020 eine Einwohnerzahl von 7.146 ermittelt. Während des Ölbooms in den 1920ern wies Seminole ein starkes Bevölkerungswachstum auf und zog Menschen aus den gesamten USA an, die im Ölgeschäft ihr Glück suchten. Nach dem Boom ging die Bevölkerungszahl wieder zurück. In der Stadt ist das Seminole State College angesiedelt.
Die Stadt hat eine Fläche von 37,6 km², von denen 36,1 km² Land- und 1,5 km² (3,93 %) Wasserfläche sind.

## Demographie
Im Jahr 2000 lebten in Seminole 6.899 Einwohner und es gab 2.760 Haushalte und 1.827 Familien. Mit 16,38 % ist der Anteil der indianischen Einwohner (Native Americans) ungewöhnlich hoch. Der Anteil der weißen Bevölkerung beträgt 73,42 %.

## Bekannte Einwohner
- David L. Boren (1941–2025), Politiker, Gouverneur von Oklahoma
- Ronald Chase, Maler und Schauspieler
- Sharon Clark (* 1943), Schauspielerin und Playboymodell
- Enoch Kelly Haney, Häuptling der Seminole Nation und ehemaliger Senator von Oklahoma
- Arthur A. Jones (1926–2007), Erfinder
- Jesse Mashburn (* 1933), Leichtathlet und Olympiasieger
- Jesse Pearson (1930–1979), Sänger und Schauspieler
- Troy Smith, Gründer des Sonic Drive-In